# اچ‌ام‌سی‌اس ادمونتون (ام‌ام ۷۰۳)
اچ‌ام‌سی‌اس ادمونتون (ام‌ام ۷۰۳) (به انگلیسی: HMCS Edmonton (MM 703)) یک کشتی است که طول آن ۵۵٫۳ متر (۱۸۱ فوت) می‌باشد. این کشتی در سال ۱۹۹۶ ساخته شد.